# 22 Scorpii
22 Scorpii (i Scorpii) é uma estrela na direção da Scorpius. Possui uma ascensão reta de 16h 30m 12.48s e uma declinação de −25° 06′ 54.6″. Sua magnitude aparente é igual a 4.79. Considerando sua distância de 393 anos-luz em relação à Terra, sua magnitude absoluta é igual a −0.61. Pertence à classe espectral B3V.